# Phryxe retusa
Phryxe retusa är en tvåvingeart som beskrevs av Robineau-desvoidy 1863. Phryxe retusa ingår i släktet Phryxe och familjen parasitflugor.
Artens utbredningsområde är Frankrike. Inga underarter finns listade i Catalogue of Life.